# Hella Good
"Hella Good" é uma canção composta por Gwen Stefani, Tony Kanal e The Neptunes para o álbum Rock Steady, da banda No Doubt. Foi lançada como segundo single do álbum. Influenciada pelo electro, rock e funk, recebeu boas críticas e foi indicada ao Grammy de Melhor Gravação Dance na edição de 2003 do Grammy Awards.

## Charts
| Chart (2002)                             | Peak position |
| ---------------------------------------- | ------------- |
| Australian Singles Chart                 | 8             |
| Austrian Singles Chart                   | 44            |
| Canadian Singles Chart                   | 26            |
| New Zealand Singles Chart                | 17            |
| Swiss Singles Chart                      | 78            |
| U.S. Billboard Hot 100                   | 13            |
| U.S. Billboard Adult Top 40              | 9             |
| U.S. Billboard Hot Dance Music/Club Play | 1             |
| U.S. Billboard Rhythmic Top 40           | 29            |
| U.S. Billboard Top 40 Adult Recurrents   | 3             |
| U.S. Billboard Top 40 Mainstream         | 3             |
| U.S. Billboard Top 40 Tracks             | 9             |
| United World Chart                       | 7             |